# 500 днів літа
«(500) днів літа» (англ. (500) Days of Summer) — американський романтичний драмедійний фільм 2009 року.

## Сюжет
8 січня Том Генсен (Джозеф Гордон-Левітт) зустрічає Саммер (Літо) Фінн (Зоуї Дешанель), нову асистентку свого боса. За спеціальністю Том є архітектором, але працює у компанії з виробництва листівок у Лос-Анджелесі. Під час вечору караоке його друг і колега по роботі МакКензі (Джеффрі Аренд) розповідає Саммер, що вона подобається Томові. Протягом кількох наступних місяців Саммер і Том зближуються, попри те, що Саммер не вірить у справжнє кохання і не хоче заводити серйозні стосунки.
Том показує Саммер свою улюблену точку міста, у якій розташовані будівлі, що йому подобаються, хоча вигляд на них перегороджує парковка. Після кількох місяців разом Том влаштовує бійку з хлопцем, який чіпляється до Саммер, після чого вони сваряться. На 290-й день Саммер і Том розривають відносини після перегляду фільму «Випускник», у якому, на думку Тома, зображується справжнє кохання. Том важко переживає завершення стосунків, тому його друзі дзвонять до його молодшої сестри Рейчел (Хлоя Морец), щоб та його заспокоїла.
Саммер звільняється з роботи у компанії з виробництва листівок, а бос Тома переводить його до відділу втіхи та розради, тому що його депресія не дозволяє йому створювати листівки для радісних подій. Кілька місяців потому Саммер і Том зустрічаються на весіллі співробітниці, де вони танцюють разом і Саммер ловить букет. Повертаючись додому, вони разом сидять у поїзді і Саммер запрошує Тома на вечірку, яка відбудеться на даху її помешкання. Він з'являється на вечірці, але йде, коли бачить, що Саммер носить весільну обручку. Том впадає у глибоку депресію і виходить зі своєї квартири лише для того, щоб придбати алкоголь і шкідливу їжу. Через кілька днів він повертається на роботу з похміллям і після сплеску емоцій звільняється. Вирішивши присвятити себе архітектурі, Том складає список фірм і починає ходити на співбесіди.
На 488-й день Саммер бачить Тома у його улюбленій точці міста, де у них відбувається розмова. Саммер каже йому, що він мав рацію щодо справжнього кохання, і вона знайшла у комусь іншому все те, що їй не вдавалося знайти у Томові. Саммер тримає Тома за руку і каже, що вона рада бачити, що у нього все складається добре. Перед тим, як піти, Том каже їй, що дуже сподівається, що вона теж щаслива.
12 днів потому, у середу, 23 травня, він приходить на співбесіду і знайомиться з гарною дівчиною, яка намагається влаштуватися на ту ж роботу. Під час розмови Том дізнається, що їх поєднують ті ж захоплення. Перед співбесідою Том запрошує дівчину на каву. Коли він запитує її ім'я, вона відповідає: «Отем» (Осінь).

## У ролях
- Джозеф Гордон-Левітт — Том Генсен, архітектор, що працює у компанії з виробництва листівок.
- Зоуї Дешанель — Саммер (Літо) Фінн, асистентка Томового боса, об'єкт захоплення Тома.
- Джеффрі Аренд — МакКензі, колега Тома у компанії з виробництва листівок.
- Хлоя Морец — Рейчел Генсен, молодша сестра Тома, яка підтримує його у важкі часи.
- Метью Грей Габлер — Пол, один з друзів Тома.
- Кларк Грегг — Венс, бос Тома.
- Патріция Белчер — Міллі
- Рейчел Бостон — Елісон, дівчина, з якою у Тома було побачення.
- Мінка Келлі — Отем (Осінь)

## Нагороди
| Нагороди                                      | Нагороди                                                | Нагороди                                               | Нагороди                  |
| Нагорода                                      | Категорія                                               | Номінант                                               | Результат                 |
| --------------------------------------------- | ------------------------------------------------------- | ------------------------------------------------------ | ------------------------- |
| Broadcast Film Critics Association            | Найкраща комедія                                        | Найкраща комедія                                       | Номінація                 |
| Broadcast Film Critics Association            | Найкращий оригінальний сценарій                         | Скотт Нюстадтер Майкл Вебер                            | Номінація                 |
| Chicago Film Critics Association              | Найбільш багатообіцяючий режисер                        | Марк Вебб                                              | Номінація                 |
| Chlotrudis Society for Independent Film       | Найкращий оригінальний сценарій                         | Скотт Нюстадтер Майкл Вебер                            | Номінація                 |
| Denver Film Critics Society                   | Найкращий оригінальний сценарій                         | Скотт Нюстадтер Майкл Вебер                            | Номінація                 |
| Detroit Film Critics Society                  | Найкращий фільм                                         | Найкращий фільм                                        | Номінація                 |
| Detroit Film Critics Society                  | Найкращий режисер                                       | Марк Вебб                                              | Номінація                 |
| Detroit Film Critics Society                  | Найкращий актор                                         | Джозеф Гордон-Левітт                                   | Номінація                 |
| Golden Globe Awards                           | Найкращий фільм – комедія або мюзикл                    | Найкращий фільм – комедія або мюзикл                   | Номінація                 |
| Golden Globe Awards                           | Найкращий актор – комедія або мюзикл                    | Джозеф Гордон-Левітт                                   | Номінація                 |
| Hollywood Film Festival Award                 | Найкращий новий сценарист                               | Скотт Нюстадтер Майкл Вебер                            | Перемога                  |
| Houston Film Critics Society                  | Найкраща картина                                        | Найкраща картина                                       | Номінація                 |
| Independent Spirit Award                      | Найкращий фільм                                         | Найкращий фільм                                        | Номінація                 |
| Independent Spirit Award                      | Найкращий сценарій                                      | Скотт Нюстадтер Майкл Вебер                            | Перемога                  |
| Independent Spirit Award                      | Найкраща головна чоловіча роль                          | Джозеф Гордон-Левітт                                   | Номінація                 |
| Indiana Film Critics Association              | 10 найкращих фільмів року                               | 10 найкращих фільмів року                              | 10 найкращих фільмів року |
| Las Vegas Film Critics Society                | Найкращий сценарій                                      | Скотт Нюстадтер Майкл Вебер                            | Перемога                  |
| National Board of Review                      | 10 найкращих фільмів року                               | 10 найкращих фільмів року                              | 10 найкращих фільмів року |
| National Board of Review                      | Найкращий режисерський дебют                            | Марк Вебб                                              | Перемога                  |
| Oklahoma Film Critics Circle                  | Найкращий фільм                                         | Найкращий фільм                                        | Номінація                 |
| Oklahoma Film Critics Circle                  | Найкращий оригінальний сценарій                         | Скотт Нюстадтер Майкл Вебер                            | Перемога                  |
| People's Choice Award                         | Улюблений незалежний фільм                              | Улюблений незалежний фільм                             | Номінація                 |
| San Diego Film Critics Society                | Найкращий монтаж                                        | Алан Едвард Белл                                       | Перемога                  |
| Satellite Award                               | 10 найкращих фільмів року                               | 10 найкращих фільмів року                              | 10 найкращих фільмів року |
| Satellite Award                               | Найкращий оригінальний сценарій                         | Скотт Нюстадтер Майкл Вебер                            | Перемога                  |
| Satellite Award                               | Найкраща актриса у художній картині, комедія або мюзикл | Зоуї Дешанель                                          | Номінація                 |
| Southeastern Film Critics Association         | 10 найкращих фільмів року                               | 10 найкращих фільмів року                              | 10 найкращих фільмів року |
| Southeastern Film Critics Association         | Найкращий оригінальний сценарій                         | Скотт Нюстадтер Майкл Вебер                            | Перемога                  |
| St. Louis Gateway Film Critics Association    | Найкращий фільм                                         | Найкращий фільм                                        | Номінація                 |
| St. Louis Gateway Film Critics Association    | Найкраща комедія                                        |                                                        | Номінація                 |
| St. Louis Gateway Film Critics Association    | Найкращий сценарій                                      | Скотт Нюстадтер Майкл Вебер                            | Перемога                  |
| St. Louis Gateway Film Critics Association    | Найбільш оригінальний, іноваційний чи креативний фільм  | Найбільш оригінальний, іноваційний чи креативний фільм | Номінація                 |
| St. Louis Gateway Film Critics Association    | Улюблена сцена                                          | "Подвійна сцена 'Очікування проти реальності'"         | Номінація                 |
| St. Louis Gateway Film Critics Association    | Улюблена сцена                                          | "Танцювальний номер 'Ранок потому'"                    | Номінація                 |
| Utah Film Critics Association                 | Найкращий сценарій                                      | Скотт Нюстадтер Майкл Вебер                            | Номінація                 |
| Washington D.C. Area Film Critics Association | Найкращий оригінальний сценарій                         | Скотт Нюстадтер Майкл Вебер                            | Номінація                 |

## Саундтреки
1. «A Story of Boy Meets Girl» — Майкл Данна та Роб Сімонсен
2. «Us» — Регіна Спектор
3. «There Is A Light That Never Goes Out» — The Smiths
4. «Bad Kids» — Black Lips
5. «Please, Please, Please Let Me Get What I Want» — The Smiths
6. «There Goes the Fear» — Doves
7. «You Make My Dreams» — Hall & Oates
8. «Sweet Disposition» — The Temper Trap
9. «Quelqu'un m'a dit» — Карла Бруні
10. «Mushaboom» — Feist
11. «Hero» — Регіна Спектор
12. «Bookends» — Simon and Garfunkel
13. «Vagabond» — Wolfmother
14. «She's Got You High» — Mumm-Ra
15. «Here Comes Your Man» — Меган Сміт
16. «Please, Please, Please Let Me Get What I Want» — She & Him